# Sopwith Dragon
Sopwith Dragon byl britský dvouplošný stíhací letoun vzniklý koncem první světové války dalším vývojem z typu Sopwith Snipe.

## Vznik a vývoj

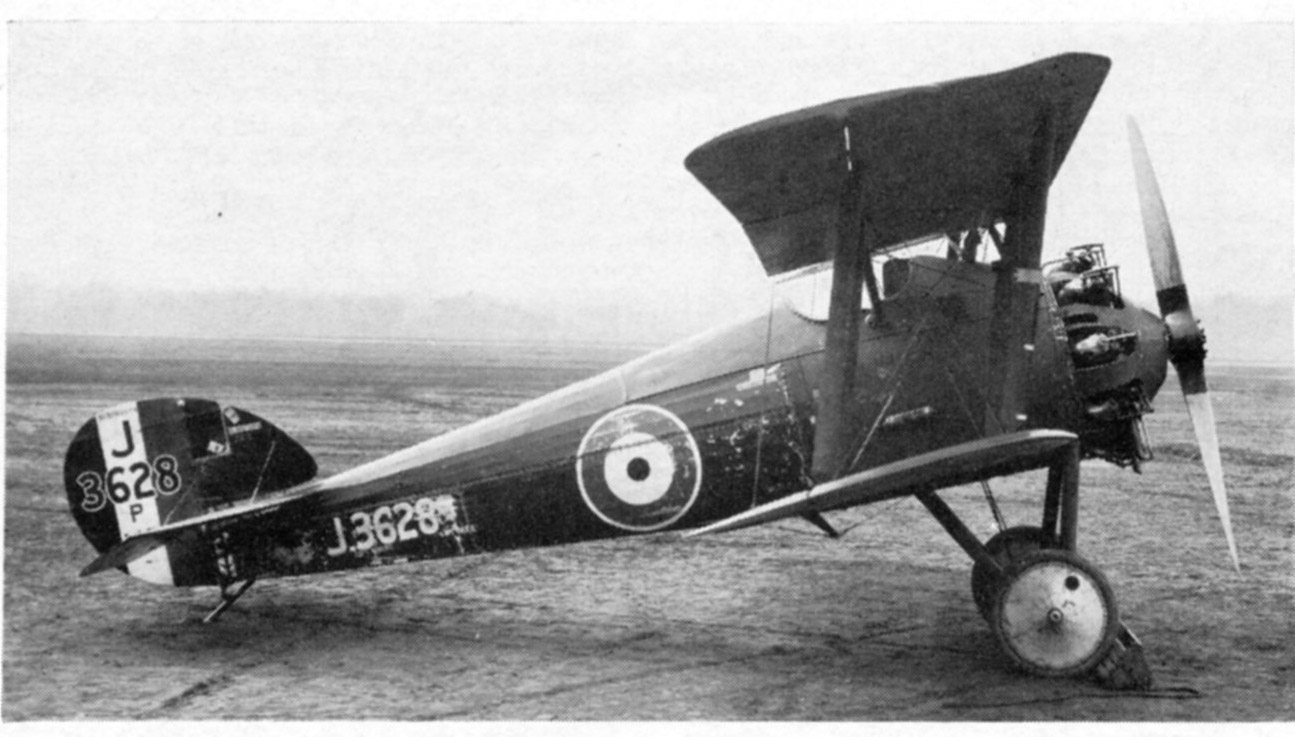
Sopwith Dragon během zkoušek na McCook Field v Ohiu.

V dubnu 1918 byl šestý prototyp Sopwithu Snipe, sériového čísla B9967,:s.270 opatřen hvězdicovým motorem ABC Dragonfly I o výkonu 320 hp (~ 239 kW).:s.139 Aby byla kompenzována vyšší hmotnost motoru Dragonfly, došlo k prodloužení trupu o 22 palců (~ 56 cm).:s.140
Prototyp trpěl vytrvalými problémy se systémem zapalování motoru, ale jeho výkony v době kdy motor Dragonfly fungoval bez problémů byly povzbuzující.:s.140:s.226 V červnu 1918 Royal Air Force objednalo 30 Snipeů s motorem Dragonfly, sériových čísel F7001-F7030,:s.273 které byly posléze označeny jménem Dragon.:s.140:s.226 Koncem listopadu 1918 RAF zrušilo zakázku na 300 Snipeů, a změnilo ji na objednávku stejného počtu Dragonů.
Druhý prototyp, sériového čísla E7990,:s.272 byl vybavený větším motorem ABC Dragonfly IA o výkonu 360 hp (~ 268 kW), a jeho oficiální zkoušky v Martlesham Heath začaly v únoru 1919.:s.226 Dosáhl maximální rychlosti 150 mil za hodinu (~ 240 km/h) na úrovni mořské hladiny, a praktického dostupu 25 000 stop (~ 7600 m).
Společnost Sopwith vyrobila přibližně 200 draků, které byly uskladněny v očekávání dodávek pohonných jednotek. Problémy s motorem Dragonfly se nakonec ukázaly nepřekonatelnými, takže jen pár letounů jimi bylo vybaveno, a žádný z nich nebyl zařazen do stavu  řadových perutí. V dubnu 1923 byl Dragon oficiálně prohlášen za zastaralý.:s.227

## Uživatelé
- Spojené království
  - Royal Air Force

## Specifikace
Základní údaje podle publikace War Planes of the First World War: Volume Three Fighters

### Technické údaje
- Posádka: 1
- Délka: 6,63 m (21 stop a 9 palců)
- Rozpětí: 9,47 m (31 stop a 1 palec)
- Výška: 2,9 m (9 stop a 6 palců)
- Nosná plocha: 25,2 m² (271 čtverečních stop)
- Prázdná hmotnost: 637 kg (1 405 lb)[1]:s.275
- Vzletová hmotnost: 967 kg (2132 lb)
- Pohonná jednotka: 1 × hvězdicový motor ABC Dragonfly IA
- Výkon pohonné jednotky: 360 hp (268,45 kW)

### Výkony
- Maximální rychlost: 240 km/h (150 mph) na úrovni mořské hladiny
- Dostup: 7 620 m (25 000 stop)
- Stoupavost:
- Výstup do výše 3 048 m (10 000 stop): 7 minut 30 sekund[1]:s.275
- Výstup do výše 4 572 m (15 000 stop): 13 minut[1]:s.275

### Výzbroj
- 2 × synchronizovaný kulomet Vickers Mk.I* ráže 7,7 mm